# Parc de la falaise et de la chute Kabir Kouba

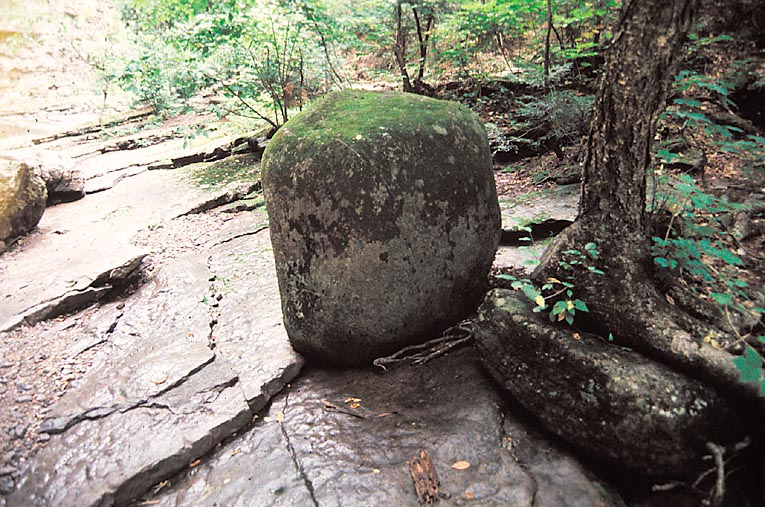
Bloc erratique du parc.

Le parc de la falaise et de la chute Kabir Kouba est un parc public de Québec traversé par la rivière Saint-Charles.  Des rapides et cascades de cette section sont dénommés Kabir Kouba soit « la rivière aux milles détours » en langue montagnaise.  La Corporation du parc de la falaise et de la chute Kabir Kouba possède un centre d'interprétation et des sentiers le long des cascades permettant entre autres d'observer la chute Kabir Kouba, haute de 28 mètres, un canyon atteignant 42 mètres de haut à certains endroits, une riche flore et des fossiles datant de plus de 455 millions d’années. La corporation offre plusieurs activités pour faire découvrir le parc comme Kabir Kouba à la lanterne et le forfait « Une journée à Loretteville ». 

## Géologie

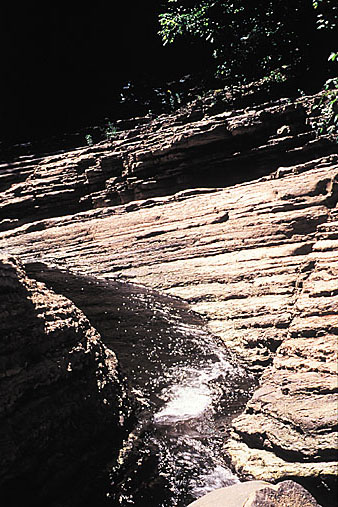
Roches sédimentaires du parc.

La chute Kabir Kouba est le point de rencontre de deux régions géologiques : les basses-terres du Saint-Laurent (le parc) et le bouclier canadien (la chute). C'est dans les roches sédimentaires du parc qu'on peut observer bon nombre de fossiles datant de l'époque de l'Océan Iapetus. 
De plus, il est aussi possible d'y apercevoir des marmites, qui sont des trous circulaires «formées par l'action rotative de petits cailloux qui […] restent emprisonnés dans de petites dépressions. Le courant d'eau fait que ces petits cailloux tournent et, en tournant, érodent les parois de la dépression. De plus gros cailloux s'ajoutent aux petits et les marmites deviennent de plus en plus grosses ». La plus grosse marmite du parc de la chute Kabir Kouba a une profondeur de 5 pieds (1,6 m).  
On peut aussi noter la présence de blocs erratiques dans le parc. Ces immenses pierres ont été déposées sur le site il y a plusieurs milliers d'années par l'énorme glacier qui recouvrait l'Amérique du Nord lors de la dernière glaciation, celle que l'on nomma la Wisconsin. Dans la région de Québec, le glacier atteignait trois kilomètres d'épaisseur et le poids de cette masse glacée a fait enfoncer la croûte terrestre. C'est pour cette raison qu'il y a 18 000 ans, la ville de Québec se trouvait à 200 mètres sous le niveau de la mer.  
Le canyon de la rivière Saint-Charles a été creusé après la glaciation par l'érosion causée par l'écoulement des eaux provenant du lac Saint-Charles sur le substrat rocheux. Ce dernier est formé de roches très dures et résistantes, le gneiss, recouvertes de roches beaucoup moins résistantes, les calcaires. L'eau a creusé d'abord dans les calcaires tendres jusqu'à ce qu'elle atteigne le gneiss difficilement érodable; c'est ce qui a créé la chute et un canyon de 40 mètres de profondeur. On a évalué que le taux de creusement du canyon est de l'ordre de 3 à 4 mm par an.

## Fossiles
Le Parc de la falaise et de la chute Kabir Kouba est un site très fossilifère. La totalité des fossiles retrouvés sur le site provient d'organismes marins de la période ordovicienne, datant d'environ 455 millions d'années. Ils sont contenus dans les roches sédimentaires calcaires des Basses-Terres du Saint-Laurent.
Les principaux groupes des fossiles trouvés sur le site de la chute Kabir Kouba sont les céphalopodes, les gastéropodes, les bryozoaires, les brachiopodes et les trilobites. Toutefois, trois autres groupes peuvent y être découverts : les algues rouges(solenoporacées), les crinoïdes (aujourd'hui appelé lys de mer, faisant partie des échinodermes avec les étoiles de mer et les oursins) et les receptaculitidés (organismes en boule aujourd'hui disparus que les spécialistes hésitent à classer avec les algues ou avec les éponges).
Le trilobite Cryptolithus tesselatus lorettensis a été trouvé et décrit pour la première fois près de la chute Kabir Kouba par le paléontologue August F. Foerste en 1924, d'où son nom de lorettensis (venant de Lorette). Contrairement à la plupart des membres des trilobites qui possédaient des yeux, Cryptolithus n'en possédaient pas.

## Les moulins

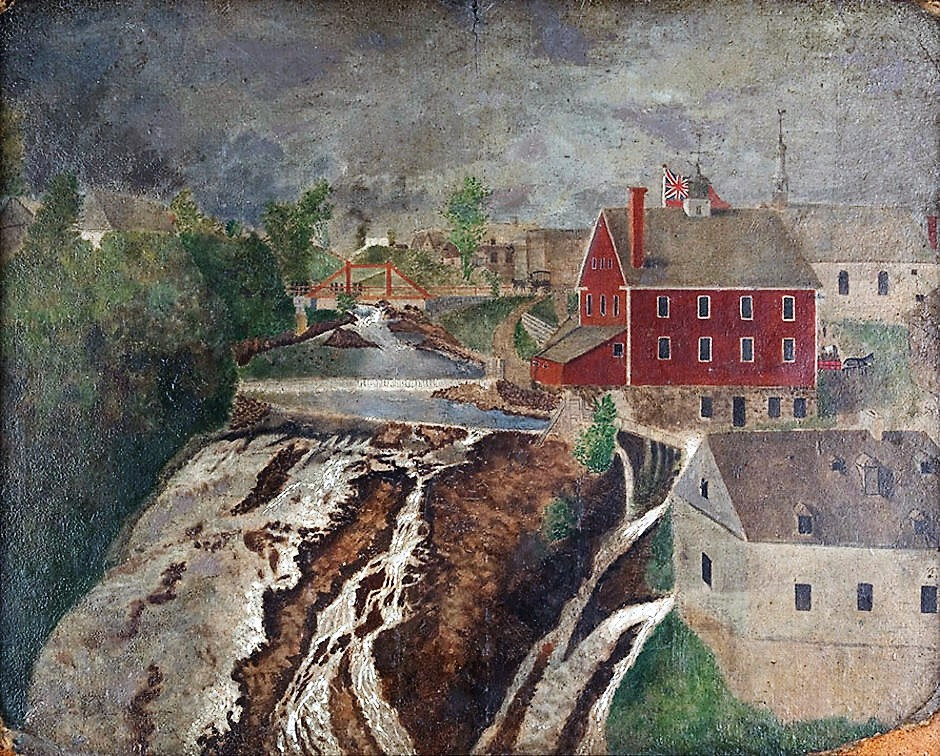
Les moulins érigés près des chutes, vers 1860, peinture de Zacharie Vincent

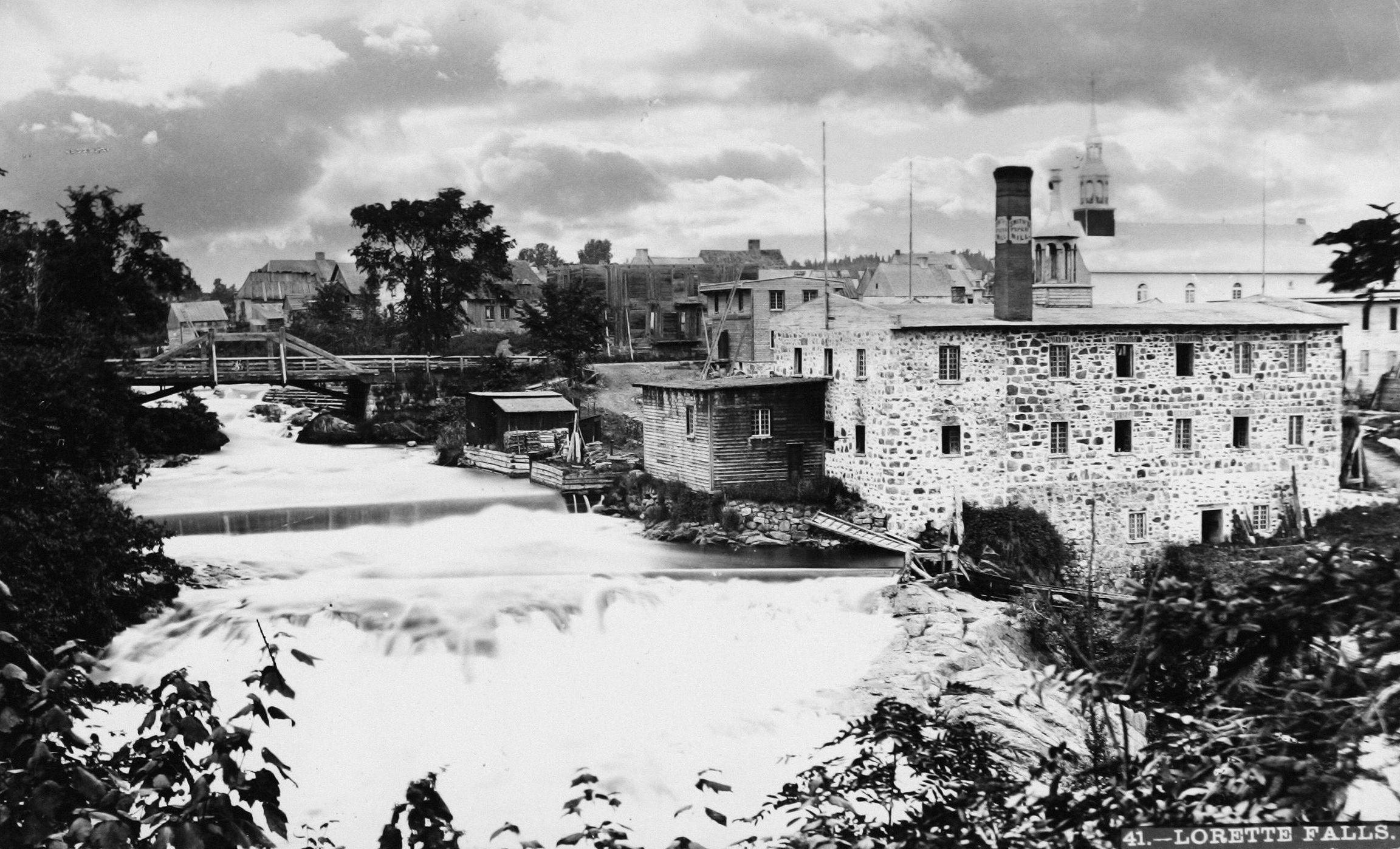
Le moulin Reid, avant son incendie en 1900

Nous pouvons retrouver dans le site du Parc de la falaise et de la chute Kabir Kouba plusieurs ruines, témoins silencieux d'une époque révolue, une époque où l'activité industrielle était florissante près de la chute. La chute de Lorette a été exploitée pour la première fois en 1732 lorsque le premier moulin fut construit par les Jésuites qui étaient, à l'époque, les seigneurs de la seigneurie de Saint-Gabriel. Il s'agissait d'un bâtiment de pierre de «40 pieds par 25 pieds faisant farine», comme il est mentionné dans les aveux et dénombrement de 1733. La colonisation du territoire s'est effectué bien avant le XVIIIe siècle et les colons devaient, avant la construction du moulin près de la chute, faire moudre leurs grains au Moulin des Mères Hospitalières dans la seigneurie voisine, celle de Saint-Ignace. C'est l'augmentation de la population et l'arrivée du peuple wendat en 1697 qui poussa les seigneurs Jésuites à entreprendre la construction d'un moulin. Par la suite un moulin à scie sera incorporé dans la partie nord-est du moulin à farine entre 1732 et 1749. La date précise de sa construction n'est pas connue, mais nous savons qu'il existe en 1749 lorsque le botaniste suédois, Pehr Kalm, a fait la description des lieux et du moulin lors de sa visite en Nouvelle-France. 
L'ordre des Jésuites étant aboli dans le Bas-Canada au tournant du XVIIIe siècle, les terrains deviennent désormais la propriété de la couronne britannique. En 1807, le moulin à farine était en mauvaise condition et, dorénavant, des baux de 21 ans furent accordés pour réaliser les grandes réparations nécessaires. Le territoire de la chute et de son moulin devinrent rapidement très coûteux à la couronne, le site et le moulin devient, pour la première fois, en 1853, la propriété d'un particulier: Joseph Falardeau. À partir de 1854, le moulin à farine dut partager le débit d'eau de la chute avec le nouveau moulin à papier situé plus au nord, que l'hôtelier de Québec, Willis Russel, avait fait construire. Le moulin à farine a passé par plusieurs mains: Willis Russell, Margaret Logan, Peter Smith et les frères James et William Reid, pour finalement finir par être détruit par le feu le premier août 1900 tout comme le moulin à papier.

## Flore et faune

### Flore
Le parc est riche en faune et flore. Pehr Kalm, un botaniste suédois, fut envoyé en Amérique du Nord par le roi de la Suède,
Frédéric 1er, dans le but de découvrir de nouvelles espèces de plantes. Venu à Lorette en août 1749, Kalm dresse un éventail des plantes trouvées sur le site. Dans son journal de voyages publié en 1772, Pehr Kalm consacre quelques pages à son séjour dans la région. Présentement, on peut trouver plusieurs espèces qui ont des propriétés médicinales comme le verge d'or, le thuya occidental, le trille dressé et le sanguinaire. Le renouée du Japon, une espèce invasive couvre une grosse partie du parc, c'est utile pour éviter l'érosion. 

### Faune
Avec l’urbanisation de la région, la faune du parc devient plus en plus insaisissable. Différentes espèces sont attirées au parc à cause de la proximité de la rivière et de la falaise qui servent comme habitat préféré de certaines espèces. Différentes espèces peuvent être trouvées incluant le raton laveur, le grand duc, la salamandre et la marmotte. La biodiversité du parc est considérée superbe.

## Le Centre d’interprétation
Le Centre d’interprétation du parc de la falaise et de la chute Kabir Kouba présente des fossiles, de la documentation sur la flore, la faune ainsi que le parc lui-même, des peintures et plusieurs photos. Le centre offre plusieurs services, incluant des visites guidées et un forfait. Le Corporation du parc de la falaise et de la chute Kabir Kouba, un organisme à but non lucratif crée en 2001, a comme mandat «la conservation et la mise en valeur du patrimoine naturel et historique du parc et l’éducation du grand public en regard de ce patrimoine».

## La chute dans les arts
On compte plus de 550 œuvres artistiques et littéraires dépeignant la chute et ses environs.  Parmi les artistes les plus célèbres ayant immortalisé la scène, on retrouve Cornelius Krieghoff, George Heriot et James Pattison Cockburn. Une pièce de la chanteuse Claire Pelletier, Kabir Kouba, évoque les légendes huronnes qui sont nombreuses à mettre la rivière à l'honneur. 

## Photos

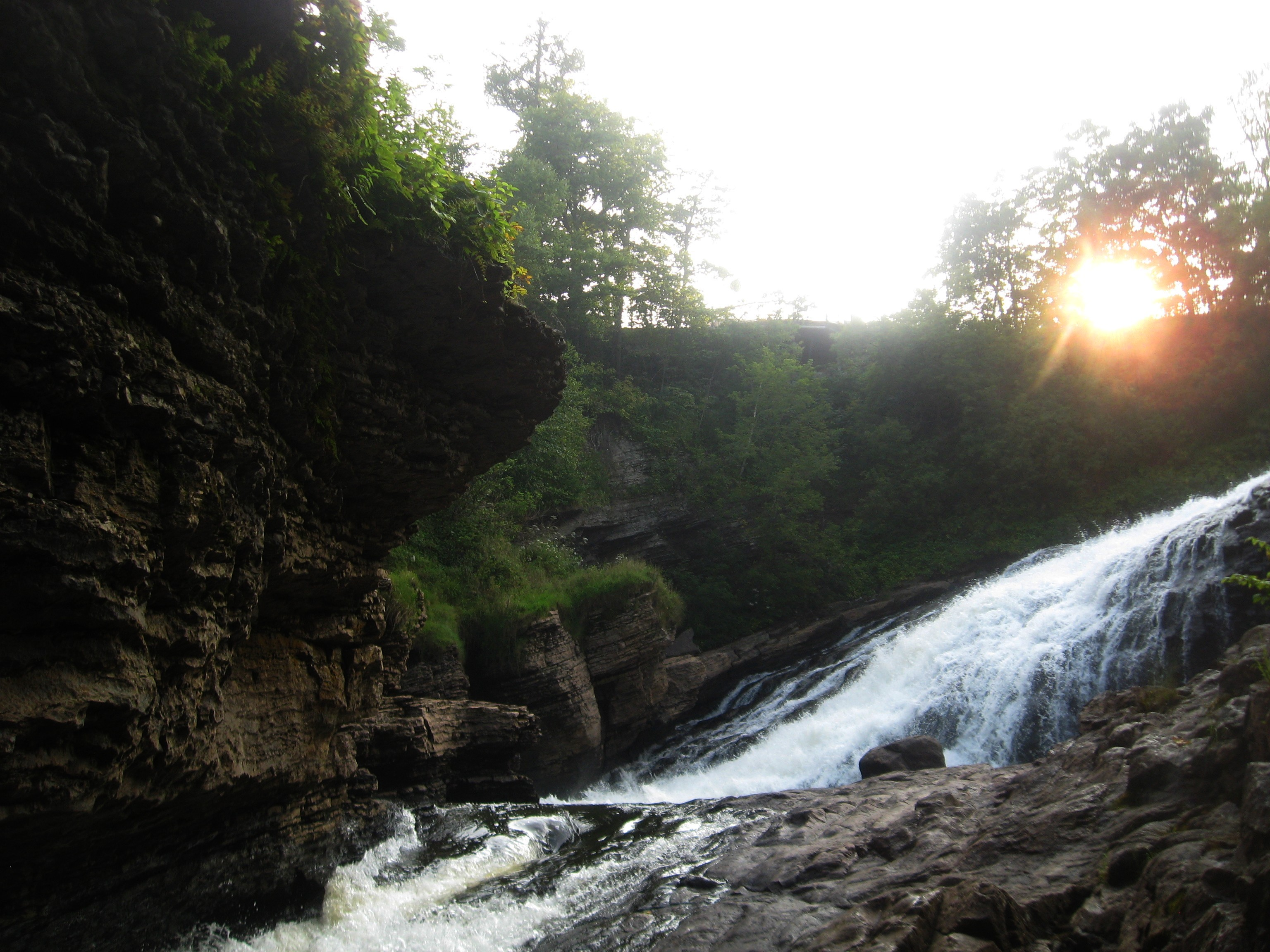
La chute, au coucher du soleil.
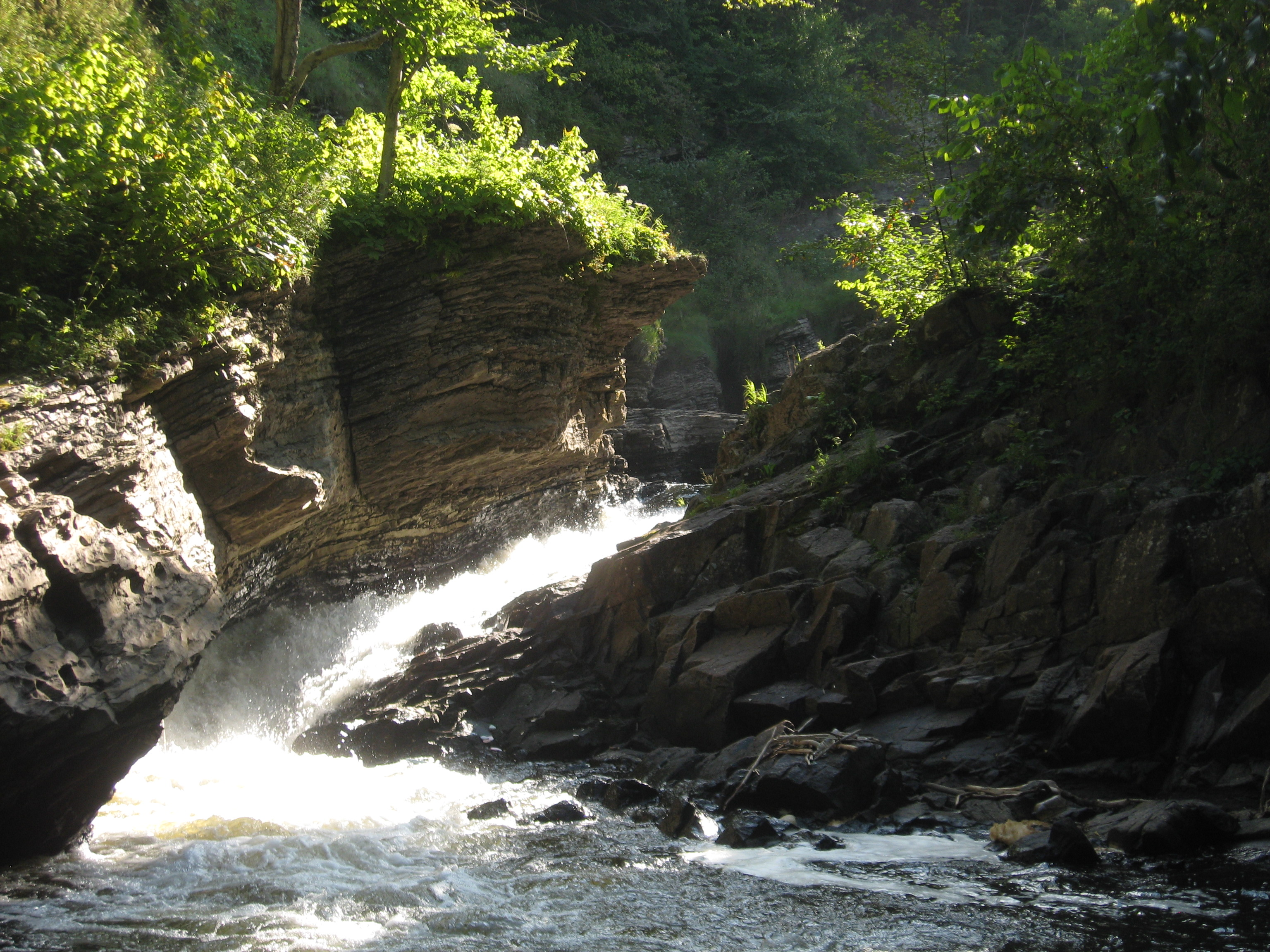
La rivière Saint-Charles au pied de la chute Kabir Kouba (Loretteville, QC)
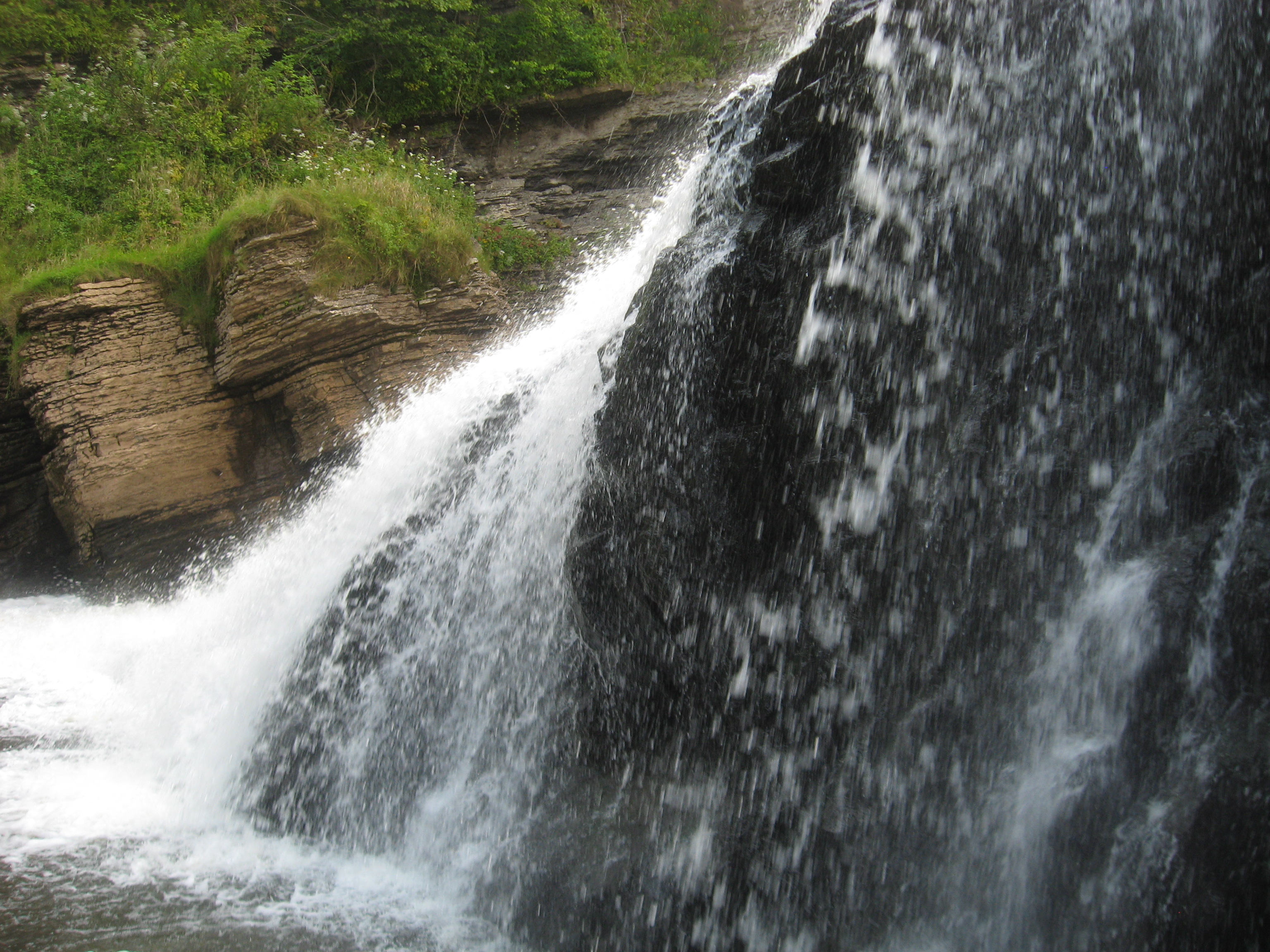
Chute Kabir Kouba vue de la faille (Loretteville, QC)
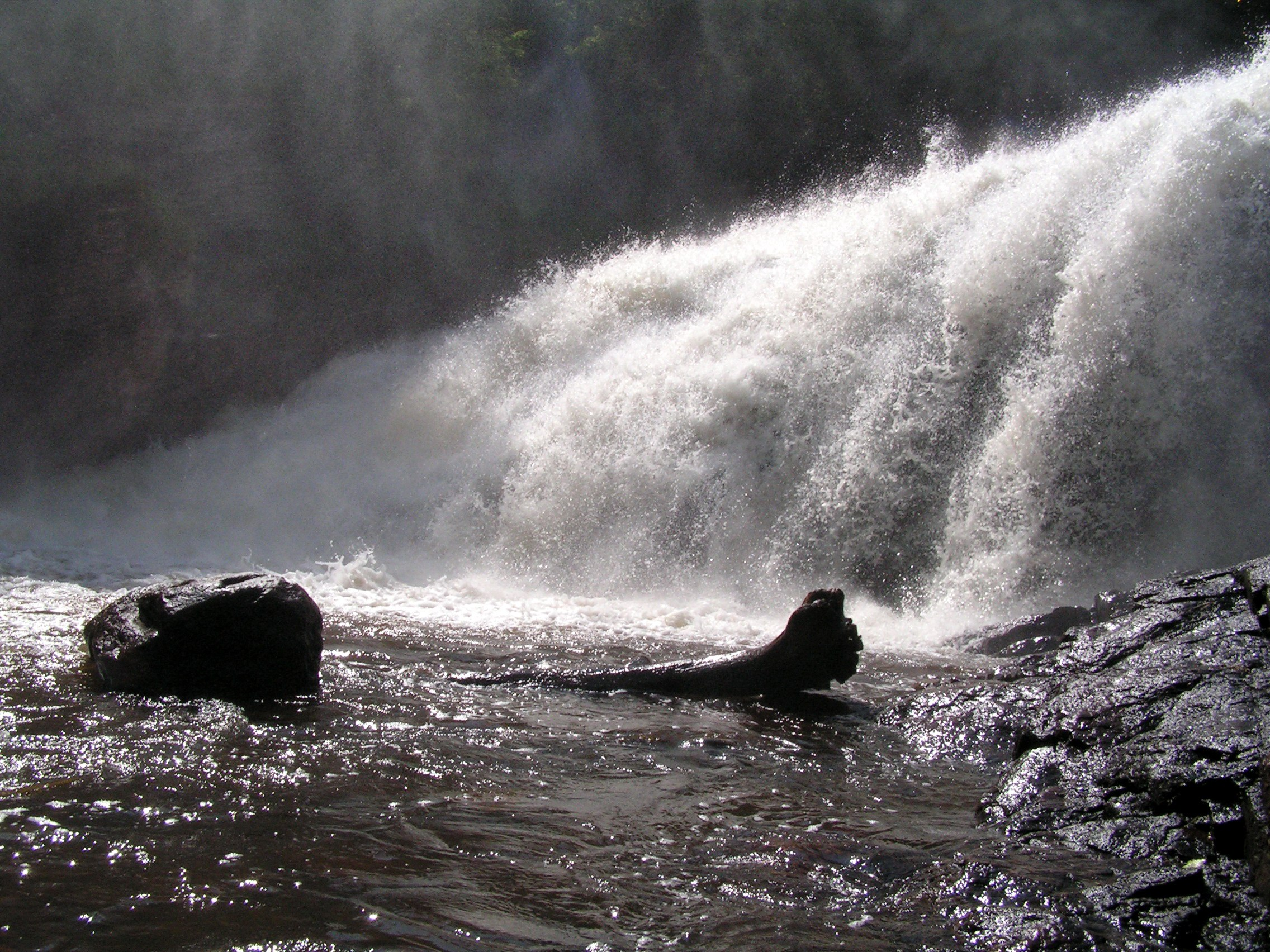
Au pied de la chute Kabir Kouba (Loretteville, QC)